# الكسندر هاميلتون (لاعب كرة قدم)
الكسندر هاميلتون (بالإنجليزية: Alexander Hamilton)‏ هو لاعب كرة قدم بريطاني (وحمل سابقاً جنسية المملكة المتحدة لبريطانيا العظمى وأيرلندا) في مركز جناح ‏، ولد في 1 يوليو 1865 في غلاسكو في المملكة المتحدة. لعب مع نادي كوينز بارك.

## وصلات خارجية
- الكسندر هاميلتون على موقع قاعدة بيانات كرة القدم.إي يو (الإنجليزية)
- الكسندر هاميلتون على موقع قاعدة بيانات كرة القدم.إي يو (الإنجليزية)